# Bastion (powieść)
Bastion (ang. The Stand) – powieść Stephena Kinga z 1978 roku, często uważana za jego opus magnum. Ponownie wydana, bez skrótów w 1990 roku. W Polsce ukazała się nakładem wydawnictwa Zysk i S-ka w 2000 roku i była wznawiana w kolejnych latach (2003, 2007). W roku 2009 książkę wznowiło wydawnictwo Albatros poprawiając tłumaczenie. Książka w najnowszym wydaniu liczy 1168 stron i jest najobszerniejszą pozycją w dorobku Stephena Kinga.

## Opis fabuły
Ekstremalnie zaraźliwy i śmiertelny szczep grypy, odporny na przeciwciała i szczepionki, zostaje opracowany jako broń biologiczna w tajnym ośrodku Departamentu Obrony USA na pustyni Mojave. Wirus zostaje przypadkowo uwolniony. Choć cały personel laboratorium umiera, ochroniarz Charles Campion ucieka i zabiera swoją rodzinę poza stan. Po kilku dniach rozbijają się samochodem na stacji benzynowej w Arnette w Teksasie. Wszyscy obecni na miejscu – właściciel stacji i jego goście, a także ratownicy – zostają zarażeni. Właściciel stacji zaraża swojego kuzyna, policjanta drogowego, i wirus szybko rozprzestrzenia się dalej.
Armia USA próbuje odizolować Arnette, posuwając się nawet do egzekucji nieuzbrojonych cywilów, lecz wysiłki okazują się bezowocne – wirus, nazwany przez media „supergrypą” lub „Kapitanem Tripsem”, rozprzestrzenia się po całym kraju i poza jego granicami, wywołując pandemię na skalę apokaliptyczną. Około 99,4% populacji świata zostaje zainfekowana i umiera w ciągu miesiąca. Opowieść o upadku społeczeństwa, wybuchach przemocy, bezradności rządu i wprowadzeniu stanu wojennego przedstawiona jest przez pryzmat kilku osobistych tragedii. Wielu ocalałych również umiera – nie potrafiąc poradzić sobie z utratą bliskich lub przeżyć w nowym świecie.
Stuart Redman, jeden z obecnych na stacji benzynowej w chwili wypadku Campiona, okazuje się odporny na wirusa. Zostaje przetrzymywany w specjalistycznych ośrodkach w Atlancie i Stovington, w nadziei na opracowanie lekarstwa. Gdy personel Stovington umiera, Stu ucieka, zmuszony do zabicia jednego ze strażników w samoobronie. Spotyka profesora socjologii Glena Batemana i jego psa rasy Irish Setter o imieniu Kojak, ciężarną studentkę Frannie Goldsmith oraz nastoletniego wyrzutka Harolda Laudera. Do grupy dołącza Larry Underwood, rozczarowany życiem piosenkarz, po śmierci swojej matki. Stuart i Frannie zbliżają się do siebie i zostają parą, co wywołuje frustrację i zazdrość Harolda.
Wszyscy mają wspólny sen – o stulatce mieszkającej w Hemingford Home w Nebrasce. Kobieta, Abagail Freemantle, znana jako „Matka Abagail”, zostaje duchową przewodniczką grupy. Prowadzi ich do Boulder w Kolorado, dokąd trafiają także inni ocaleni, przyciągnięci jej telepatycznym wezwaniem. Do grupy dołączają: Nick Andros, głuchoniemy zastępca szeryfa z Arkansas; Tom Cullen, dobroduszny mężczyzna z niepełnosprawnością intelektualną z Oklahomy; Nadine Cross, nauczycielka z New Hampshire; oraz Ralph Brentner, farmer z Oklahomy. Grupa próbuje odbudować społeczeństwo. Tworzą „Strefę Wolnych”, organizują ekipy pogrzebowe i przywracają zasilanie.
Tymczasem w Las Vegas, Randall Flagg – „człowiek ciemności” obdarzony nadprzyrodzonymi mocami – tworzy własne społeczeństwo, złożone z ludzi przyciągniętych przez jego wizje. Czczony jak mesjasz, Flagg ustanawia faszystowską dyktaturę, w której nieposłuszni są krzyżowani. Ratuje z więzienia seryjnego mordercę Lloyda Henreida i mianuje go swoim zastępcą. Dołącza do nich piroman, znany jako „Człowiek-Śmietnik”, który po zniszczeniu zbiorników ropy w Indianie i spotkaniu z szalonym psychopatą zwanym „Dzieciakiem”, zostaje specjalistą od broni. Flagg przygotowuje się do wojny z Boulder.
Matka Abagail, uważając, że zgrzeszyła pychą, udaje się na dobrowolne wygnanie. Podczas jej nieobecności, przywódcy Strefy Wolnych wysyłają trzech szpiegów do obozu Flagga. Harold i Nadine, skuszeni przez Flagga w snach, podkładają bombę na spotkaniu komitetu. Wybuch zabija kilka osób, w tym Nicka, ale większość uchodzi z życiem dzięki powrotowi Matki Abagail. Przed śmiercią, kobieta przekazuje wolę Boga – Stuart, Glen, Larry i Ralph mają udać się do Las Vegas, by zniszczyć Flagga.
Podczas ucieczki Harold ulega wypadkowi motocyklowemu i spada z klifu, łamiąc nogę. Gdy rana zaczyna gnić, uświadamia sobie ogrom wyrządzonych szkód, pisze list z przeprosinami i popełnia samobójstwo. Nadine porzuca go i spotyka Flagga na pustyni, gdzie zostaje przez niego zgwałcona i zapłodniona – podczas aktu objawia jej swoją demoniczną formę. Przerażona Nadine popada w stan katatonii. Człowiek-Śmietnik niszczy lotnictwo Flagga i wyrusza, by zdobyć dla niego jeszcze potężniejszą broń. Gdy Tom Cullen, ostatni ocalały szpieg, zostaje zidentyfikowany, Nadine prowokuje Flagga, by ją i nienarodzone dziecko zabił.
Stuart łamie nogę w drodze i przekonuje pozostałych, by ruszyli dalej bez niego. Zostaje z psem Kojakiem. Pozostali trzej zostają pojmani przez armię Flagga. Lloyd zabija Glena, który odmawia podporządkowania się Flaggowi. Larry i Ralph mają zostać publicznie straceni. W ostatniej chwili Człowiek-Śmietnik wraca z głowicą nuklearną. Flagg próbuje uciszyć buntownika magiczną kulą energii, ale ta przemienia się w „Rękę Boga”, która detonuje bombę i niszczy Las Vegas wraz ze wszystkimi zwolennikami Flagga, Larrym i Ralphem.
Tom odnajduje niemal umierającego Stuarta i słyszy głos Nicka, który wskazuje mu miejsce z antybiotykami. Dzięki temu ratuje Stua. Po długiej rekonwalescencji wracają razem do Boulder, gdzie Frannie urodziła syna Petera przez cesarskie cięcie. Chłopiec pokonuje wirusa. Cztery miesiące później Stuart i Frannie opuszczają Boulder i przeprowadzają się do Ogunquit, w miarę jak społeczeństwo zaczyna się odradzać.
Epilog wersji rozszerzonej ukazuje Flagga, który budzi się gdzieś na półkuli południowej. Odzyskuje siły, przyjmuje imię Russell Faraday i zaczyna werbować nowych wyznawców wśród prymitywnych, ciemnoskórych ludzi.

## Ekranizacje
Na podstawie książki został w 1994 roku nakręcony czteroczęściowy miniserial z Garym Sinisem w roli głównej, a jedną z mniejszych ról zagrał sam King.
W 2020 powstał kolejny czteroczęściowy miniserial.